# فلاين هافييه
فلاين هافييه (بالفرنسية: Flaignes-Havys)‏ هي بلدية فرنسية تقع في إقليم الأردين في منطقة غراند إيست.  

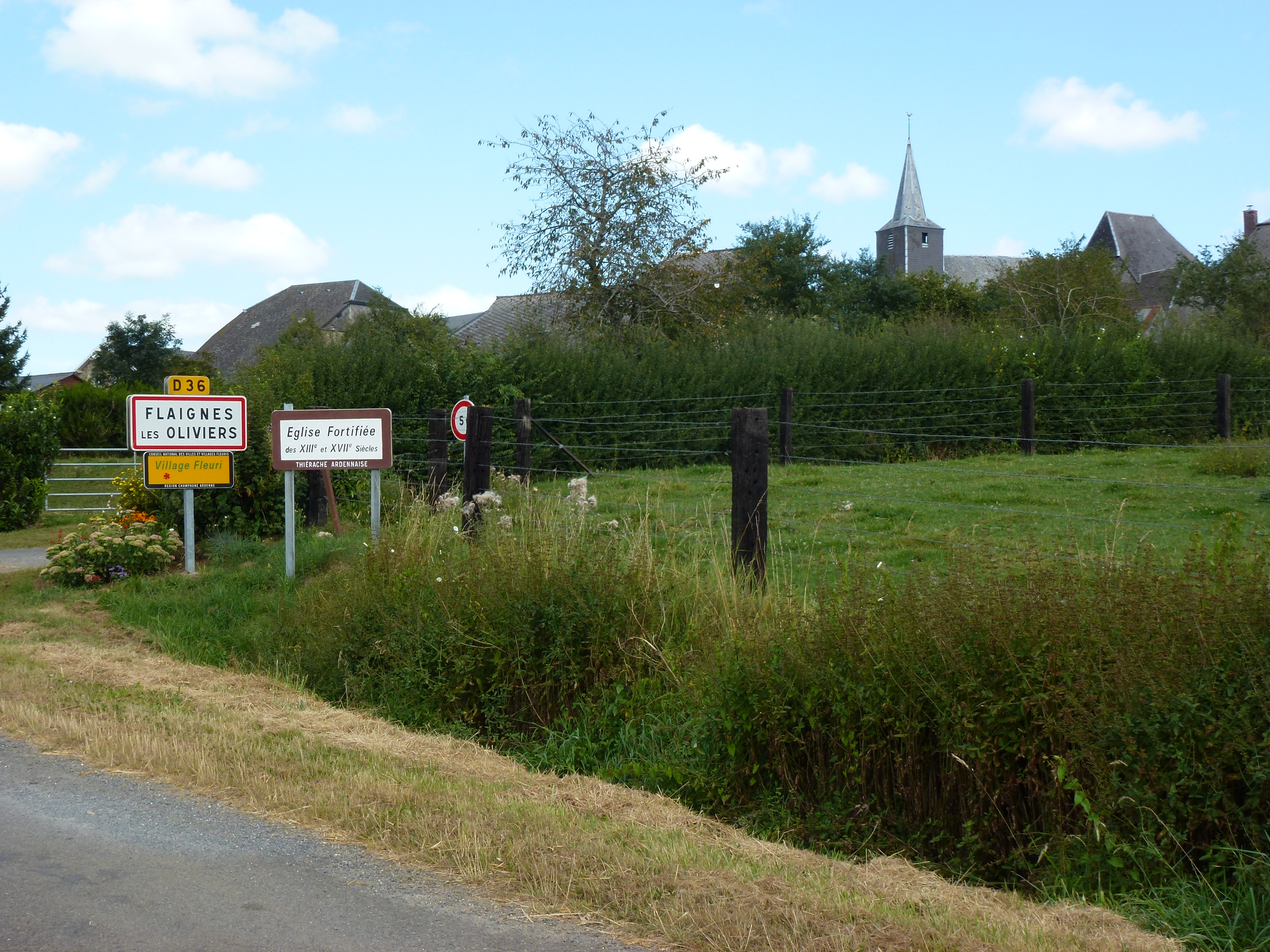
مدخل فلاين ليزوليفييه
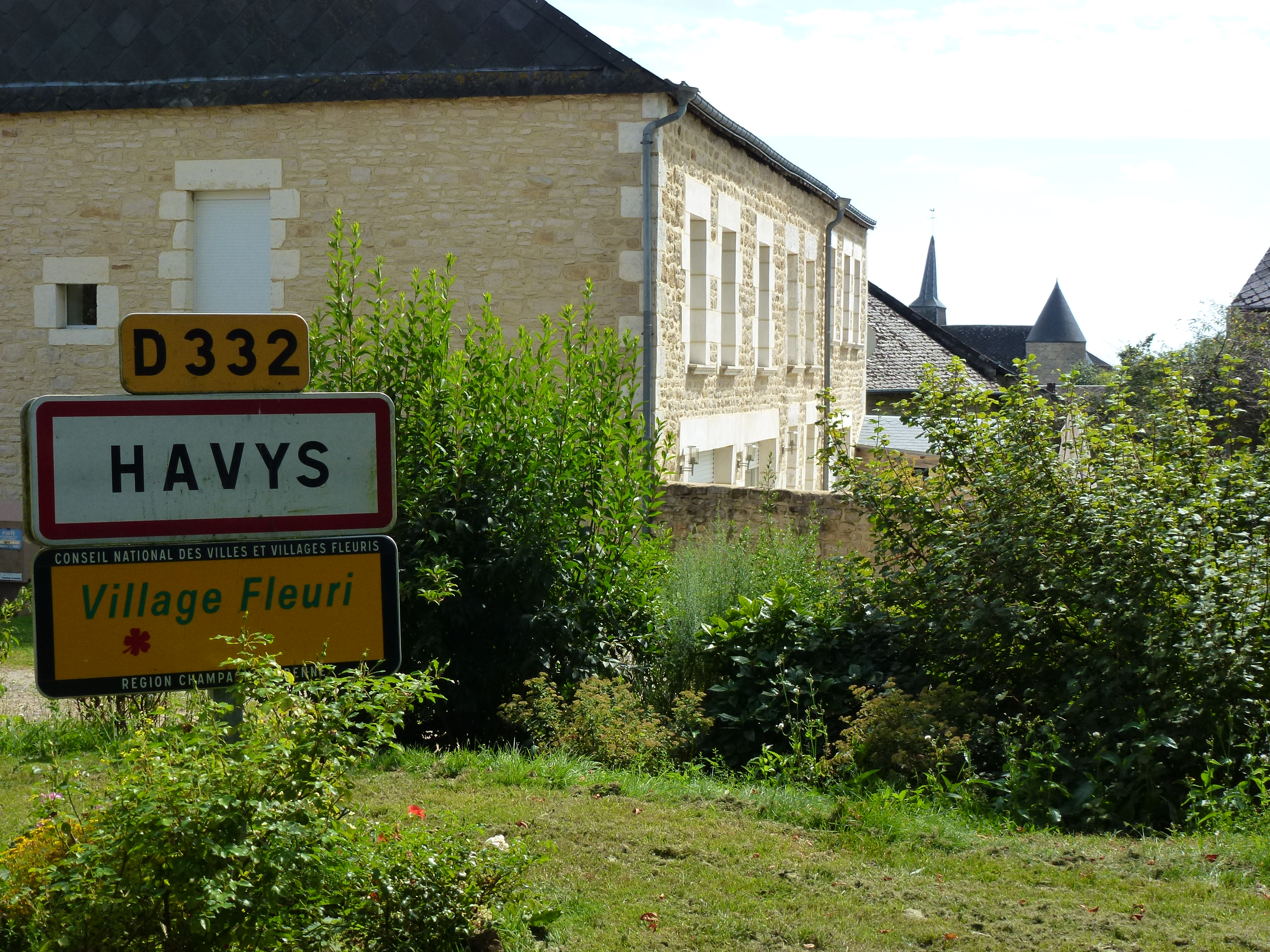
مدخل هافييه.